# Hipparchia hermione
Hipparchia hermione is een vlinder uit de onderfamilie Satyrinae en de familie Nymphalidae (aurelia's). De wetenschappelijke naam is gepubliceerd in 1764 door Carl Linnaeus.
De soort komt voor in Europa.